# Osiromašeni uranij
Osiromašeni uranij je uranij koji ima smanjen udio izotopa uranij-235. Imena poput "Q-metal", "depletalloy" i "D-38", koja su se odnosila na osiromašeni uranij, nisu više u uporabi. 

## Povijest
Osiromašeni uranij skladišti se od 1940. godine, kada su SAD i SSSR započeli sa svojim programima nuklearne energije i nuklearnog oružja. Iako je moguće napraviti nuklearne reaktore za civilnu uporabu koji koriste neobogaćeno gorivo, samo 10% od svih reaktora koji su ikada napravljeni koristi tu tehnologiju. I proizvodnja nuklearnog oružja i pomorski reaktori zahtijevaju koncentrirane izotope. U početku osiromašeni uran se skladištio u nadi da će se naći efikasnija tehnologija obogaćivanja koja bi omogućila daljnju ekstrakciju fisibilnih izotopa urana koji su preostali u njemu, a koji se sadašnjom tehnikom ne mogu ekstrahirati, međutim te nade se nisu obistinile.
Tijekom 1970-tih godina Pentagon izviješćuje da je vojska SSSR-a razvila oklop za tenkove Varšavskog Pakta koje NATO municija nije mogla probiti. Pentagon je započeo potragu za materijalom s kojim će proizvoditi tvrđe metke. Nakon testiranja raznih metala, topnički istraživači odlučili su se za osiromašeni uran. On je koristan kao municija ne samo zbog svojih jedinstvenih fizičkih svojstava i efikasnosti, već i zato što je jeftin i lako dostupan. Volfram, jedini drugi kandidat, morao bi biti uvožen iz Kine. S rezervama osiromašenog urana koje su procjenjene na više od 500 000 tona, financijsko opterećenje skladištenja tolike količine radioaktivnog otpada, bilo je više nego očigledno. Zbog toga je ekonomičnije bilo koristiti osiromašeni uran nego ga skladištiti. Od kasnih 1970-tih godina SAD, SSSR, Britanija i Francuska počele su pretvarati svoje rezerve osiromašenog urana u kinetičke penetratore.

## Proizvodnja i dostupnost
Prirodni uran se sastoji od 0,71% uranija-235, 99,28% uranija-238 i oko 0,0054% uranija-234. Da bi se proizveo obogaćeni uran koristi se proces izotopske separacije pomoću kojega se izdvaja značajan dio U-235 koji se koristi za dobivanje nuklearne energije, oružje i u druge svrhe. Preostali " osiromašeni uran" sadrži samo 0,2% do 0,4% U-235. Zbog toga što se u prirodnom uranu nalazi tako mali postotak U-235, proces obogaćivanja proizvodi velike količine osiromašenog urana. Na primjer, da bi se proizveo 1 kg 5% obogaćenog urana potrebno je 11,8 kg prirodnog urana, nakon čega preostaje 10,8 kg osiromašenog urana u kome se nalazi samo 0,3% U-235.
Komisija za Nuklearnu Regulaciju (KNR), definiše "osiromašeni uran" kao uran u kome je postotak uranovog izotopa U-235, manji od 0,711% od ukupne težine.
Svjetske zalihe osiromašenog uranija
| Država                 | Organizacija | Osiromašeni uran zalihe (u tonama) | Prijavljeno |
| ---------------------- | ------------ | ---------------------------------- | ----------- |
| SAD                    | DOE          | 480,000                            | 2002        |
| Rusija                 | FAEA         | 460,000                            | 1996        |
| Francuska              | COGEMA       | 190,000                            | 2001        |
| Ujedinjeno Kraljevstvo | BNFL         | 30,000                             | 2001        |
| Njemačka               | URENCO       | 16,000                             | 1999        |
| Japan                  | JNFL         | 10,000                             | 2001        |
| Kina                   | CNNC         | 2,000                              | 2000        |
| Južna Koreja           | KAERI        | 200                                | 2002        |
| Južna Afrika           | NECSA        | 73                                 | 2001        |
| UKUPNO                 |              | 1,188,273                          | 2002        |

## Vojne primjene
Osiromašeni uran ima vrlo veliku gustoću od 19050 kg/m3, to je 70% veća gustoća od gustoće olova. Zbog njegove težine on ima manji promjer u odnosu na isti projektil od olova, s manjim aerodinamičkim otporom i dubljom penetracijom zbog većeg pritiska na točki udara. Topnički projektil od osiromašenog urana je često zapaljiv zbog svojih pirofornih svojstava. Municija od osiromašenog urana, u obliku artiljerijske municije, tenkovske, i pomorske artiljerijske municije, je razvijena od strane oružanih snaga nekoliko država. Pretpostavljalo se da je tip osiromašenog urana koji koriste SAD u svom oružju nekontaminiran, sve do 2001 godine kada su znanstvenici UN-a našli dokaze kontaminiranog osiromašenog urana na terenu. Vojska SAD-a priznala je postojanje tog problema sljedećeg dana i počela da radi na ispravljanju tog problema. Većina vojne upotrebe osiromašenog urana je bila kao 30 mm topništvo, uglavnom kao 30 mm PGU-14/B oklopno probojno zapaljiva granata koju koristi GAU-8 Avenger top, koji je sastavni dio naoružanja A-10 Thunderbolt II aviona koji koriste zračne snage SAD-a. Granate kalibra 25 mm od osiromašenog urana koristio je M242 top, postavljen na Bradley tenk i LAV-AT. Pomorski korpus SAD-a koristi granate od osiromašenog urana kalibra 25 mm PGU-20 koje ispaljuje GAU-12 Equalizer top koji je dio naoružanja aviona AV-8B Harrier, a granate od 20 mm koristi i M197 top u sastavu naoružanja AH-1 Cobra helikoptera. Pomorstvo SAD-a u sklopu svog raketnog sistema Phalanx CIWS i topa M61 Vulcan koristi 20 mm oklopno probojne granate s plastičnim omotačima koji se odbacuju, koji su bili pravljeni koristeći osiromašeni uranij, koji je kasnije zamijenjen volframom.

### Oklopne ploče
Zbog svoje velike gustoće, osiromašeni uran može biti korišten u oklopu tenka, gdje se nalazi postavljen između dvije čelične ploče. Neki noviji tenkovi američke proizvodnje M1A1HA i M1A2 Abrams proizvedeni poslije 1998. godine u oklopnim pločama ispred trupa i ispred kupole tenkaimaju ojačanja od osiromašenog urana, a postoji i program nadogradnje ostatka oklopa.

### Projektilno streljivo
Još jedna upotreba osiromašenog urana je u obliku kinetičkih penetratora koji imaju protu-oklopnu ulogu. Kinetičko penetratorska granata se sastoji od dugačkog, relativno tankog penetratora koji je okružen omotačem koji se odbacuje. Dva materijala su pogodna za izradu penetratora: volfram i osiromašeni uranij, u konstrukcionim legurama kasnije je bio poznat kao Stab legura. 
Stab legure su metalne legure osiromašenog urana i vrlo malog udijela drugih metala, obično titana ili molibdena. Jedna formulacija ima sastav od 99,25% osiromašenog urana po težini i 0,75% titana po težini. Druga varijanta može imati 3,5% titana po težini. Stab legure su dva puta veće gustoće od olova i dizajnirane su za upotrebu u kinetičkim penetratorima i oklopno probojnom streljivu. Vojska SAD-a koristi osiromašeni uran u leguri koja sadrži oko 3,5% titanija.
Stab legure, zajedno s niskom cijenom sirovih materijala, imaju prednost u pogledu lake topljivosti i lakog livenja u kalupe, u slučaju volframa to bi bio težak i skup postupak. Osiromašeni uranij je omiljen kao penetrator zato što je samo-oštreći i piroforan. Tijekom sudara s tvrđom metom, kao što je oklopno vozilo, vrh šipke se lomi na takav način da ostaje oštar. Sudar i naknadno oslobađanje toplotne energije uzrokuje njegovu dezintegraciju na prašinu koja se pali u kontaktu sa zrakom zbog svojih pirofornih osobina ( slično kao ferocerij ). Nakon što je dezintegrisani penetrator od osiromašenog urana došao do unutrašnjosti oklopljenog vozila, on eksplodira, često paleći streljivo i gorivo, spaljuje posadu i izaziva eksploziju vozila. Osiromašeni uran koristi vojska SAD-a, putem topova od 120 mm ili 105 mm koji su u sastavu M1 Abrams i M60A3 tenkova. Ruska vojska koristi municiju od osiromašenog urana u tenkovima, kao glavnu topovsku municiju od kasnih 1970-tih godina, većinom putem 115 mm topova u sklopu T-62 tenka i 125 mm topova u sklopu T-64, T-72, T-80 i T-90 tenkova.
Sadržaj osiromašenog urana u različitim streljivima je 180 g za projektil od 20 mm, 200 g za projektil od 25 mm, 280 g za 30 mm, 3,5 kg za 105 mm i 4,5 kg za 120 mm penetratore. Koristi se u obliku Stab legura. Pomorstvo SAD-a koristilo je osiromašeni uran u svojim 20 mm Phalnax CIWS topovima, ali ga je zamijenilo kasnih 1990-tih oklopno probojnim volframom za tu svrhu, zbog rizika od izbijanja požara koji postoji zbog pirofornosti granata i municije od osiromašenog urana. Osiromašeni uran se koristio tijekom sredine 1990-tih u SAD-u za proizvodnju 9 mm i sličnih kalibara oklopno probijajućih metaka, granata, cluster bombi i nagaznih mina, ali s tim upotrebama osiromašenog urana se prestalo, prema podatcima Alliant Techsystems. Da li druge nacije i dalje koriste osiromašeni uran u takve svrhe, teško je utvrditi. Smatra se da između 17 i 20 država ima oružje koje sadrži osiromašeni uran u svojim arsenalima. Te države su: SAD, Ujedinjeno Kraljevstvo, Francuska, Rusija, Grčka, Turska, Izrael, Saudijska Arabija, Bahrein, Egipat, Kuvajt, Pakistan, Tajland, Irak i Tajvan. Municija s osiromašenim uranom se proizvodi u 18 zemalja. Jedino su SAD i Ujedinjeno Kraljevstvo priznale korištenje oružja s osiromašenim uranom, korištenje osiromašenog urana od strane drugih država ne može biti isključeno.

## Pravni status oružja
Međunarodni Sud Pravde je 1996 godine dao mišljenje o zakonitosti prijetnje ili upotrebe nuklearnog oružja. Ovim je postalo jasno po paragrafu 54, 55 i 56 da međunarodni zakon o otrovnim oružjima ( Druga Haška Deklaracija od 29 Srpnja 1899 godine, Haška konvencija IV od 18 Listopada 1907 i Ženevski Protokol od 17 Lipnja 1925 ), nije uključivao nuklearna oružja, zbog toga što njihova primarna i isključiva upotreba nije bila da otruju ili uguše.Tijekom 1996 i 1997 godine Podkomisija za Prevenciju Diskriminacije i Zaštitu Manjina pri Komisiji za Ljudska Prava Ujedinjenih Naroda, dala je dvije inicijative. Oni su popisali oružja masovnog uništenja, ili oružja indiskriminirajućeg efekta, ili takve prirode da izazivaju suvišne povrede ili nepotrebnu patnju i zahtijevale su od svih država da smanje proizvodnju i širenje takvog oružja. Na listi je bilo i oružje na bazi osiromašenog urana. 
Ali pošto je oružje na bazi osiromašenog urana relativno novo oružje ne postoji ugovor kojim se reguliše, ograničava ili zabranjuje njegova upotreba. Tijekom 2001 godine Carla del Ponte, glavni tužilac Međunarodnog suda za ratne zločine za bivšu Jugoslaviju, rekla je da bi upotreba oružja na bazi osiromašenog uranija od strane NATO-a mogla biti istražena kao mogući ratni zločin. Louise Arbour, nasljednica Carla del Ponte kao glavne tužiteljice, formirala je mali, interni komitet, sačinjen od zaposlenih odvjetnika, da bi ocijenila optužbe. Nalazi koji su bili prihvaćeni i potvrđeni od strane Carla del Ponte, zaključuju da ne postoji posebna zabrana o korištenju projektila na bazi osiromašenog urana. Postoji rastuća naučna debata i izražena zabrinutost zbog povećanja upotrebe takvih projektila, u budućnosti će postojati konsenzus u međunarodnim pravnim krugovima gdje će upotreba takvog oružja kršiti osnovne principe zakona koji se primjenjuje na oružja u oružanom konfliktu. Takav konsenzus danas ne postoji.

## Civilne primjene
Civilne primjene osiromašenog urana su prilično ograničene i one su obično nepovezane s njegovim radioaktivnim svojstvima. Glavnu primjenu ima kao balast, zbog svoje velike gustoće. Takva primjena uključuje jedriličarske kobilice, kao protuteža i potapajuća šipka u naftnim bušotinama, žiroskopskim rotorima, i na drugim mjestima gdje postoji potreba da se poveća težina na što manjem prostoru. Druge relativno male potrošačko proizvodne upotrebe obuhvataju zubni porculan koji se koristi za umjetne zube da bi imitirali fluorescenciju prirodnih zuba i u uranskim reagensima koji se koriste u kemijskim laboratorijama.Uranij je bio široko korišten kao materija koja je davala boju porculanu i staklu u 19 stoljeću. Smatralo se da je takva upotreba urana stvar prošlosti, međutim 1999 godine koncentracija od 10% osiromašenog urana bila je pronađena u žutom emajlnom prašku koji se proizvodio u Francuskoj od strane Cristalleire de Saint-Paul, proizvođača emajlnih pigmenata. Osiromašeni uran je prodat od strane Cogéma Pierrelatte postrojenja. Cogema je tada potvrdila da je donijela odluku o obustavljanju prodaje osiromašenog urana proizvođačima emajla i stakla. Osiromašeni uran se koristi za oblaganje izvora radijacije koji se koriste u medicini i industrijskoj radiografiji. Propisi Komisije za Nuklearnu Regulaciju SAD-a, uspostavljaju obaveznu licencu za korištenje osiromašenog urana u industrijskim proizvodima ili uređajima koji imaju veliku oblast primjene. Ostale nadležnosti imaju slične propise.

### Podešavanje težine u avionu
Zrakoplov može sadržavati osiromašeni uran zbog podešavanja težine. Boeing 747 može imati od 400 kg do 1500 kg osiromašenog urana. Ova primjena osiromašenog urana je kontroverzna. Ako dođe do pada aviona postoji mogućnost da će uran ući u životnu sredinu, metal tijekom požara može oksidirati u fini prašak. Drugi opasni materijali koji se oslobađaju iz zapaljenog aviona zasjenjuju koristi osiromašenog urana, njegova upotreba je izbačena iz mnogih novijih zrakoplova. Obje tvrtke Boeing i McDonell Douglas prestale su s upotrebom osiromašenog urana za podešavanje težine zrakoplova tijekom 1980-tih godina.

## Uran heksaflourid
Oko 95% od ukupno proizvedenog osiromašenog uranija uskladišteno je u obliku uran-heksafluorida, UF6, u čeličnim bačvama, na otvorenom prostoru blizu postrojenja za obogaćivanje urana. Svaka bačva sadrži do 12,7 tona UF6. Samo u SAD-u do 1993. godine uskladišteno je 560 000 tona osiromašenog urana u obliku UF6. U 2005 godini u 57 122 bačve bilo je uskladišteno ukupno 686 500 tona osiromašenog urana. Skladišta se nalaze na tri lokacije i to u gradu Portsmouth, savezna država Ohio, Oak Ridge, savezna država Tennessee i u gradu Paducah u saveznoj državi Kentucky. Zbog kemijske nestabilnosti, dugotrajno skladištenje UF6 predstavlja siguronosni rizik i opasnost po zdravlje i okoliš. Izložen vlažnom zraku, UF6 reagira s vodom i proizvodi UO2F2 (uranil-fluorid) i HF (fluoro-vodičnu kiselinu), vrlo toksične i rastvarajuće kemikalije. Iako se njihovo vrijeme upotrebljivosti mjeri u desetljećima, bačve u kojima je uskladišten UF6 moraju se redovito pregledavati zbog mogućnosti korozije i curenja. U SAD-u se već dogodilo nekoliko nesreća s uran-heksafluoridom. Vlada SAD-a je započela prerađivati UF6 u čvrste uranove okside radi daljnjeg skladištenja. Prerađivanje cijele uskladištene količine UF6 u uranove okside moglo bi koštati od 15 do 450 milijuna dolara.

## Zdravstveni rizici
Radiološka opasnost od čistog osiromašenog urana je relativno niska, niža od 60% od one koja se javlja kod prirodnog urana, iz razloga što je iz osiromašenog urana već uklonjena većina radioaktivnih izotopa, kao i zbog njegovog dugog poluživota od 4,46 milijardi godina. Osiromašeni uran razlikuje se od prirodnog urana po svom izotopskom sastavu, ali je njegova biokemijska aktivnost u većini slučajeva ista kao kod prirodnog urana. Uran je piroforan kada se nalazi u obliku sitnog i fino podijeljenog praška. On će korodirati pod utjecajem zraka i vode i proizvešće nerastvorljive uran-(IV) i rastvorljive uran-(VI) soli, kao što su uranil spojevi koji su toksični. Uran se akumulira u nekoliko organa, kao što su jetra, slezena i bubrezi. Svjetska zdravstvena organizacija ustanovila je dnevni "dozvoljeni unos" rastvorljivih uranovih soli koji iznosi 0,5 µg/kg tjelesne težine, a to je za odraslu osobu od 70 kg tjelesne težine količina od 35 µg. Kemijska toksičnost uranovih soli je veća od njegove radiološke toksičnosti. Radiološka opasnost zavisi od čistoće urana, i postoji mogućnost da je osiromašeni uran koji je proizveden pri nuklearnoj preradi kontaminiran s opasnijim izotopima. Ovo se ne bi trebalo odnositi na osiromašeni uran koji je dobiven kao ostatak tijekom procesa obogaćivanja urana. Moguće opasnosti tijekom izlaganja osiromašenom uranu privukle su novu pažnju zbog rezultata korištenja municije s osiromašenim uranom tijekom Zaljevskog rata. Pojedini promatrači vjeruju da izlaganje uranu ili bilo kojim njegovim spojevima mogu biti uzrok ili čimbenik doprinosa sindromu Zaljevskog rata. Mnogi znanstvenici ne vjeruju u to. Dugotrajni efekti na populaciju koja živi u područjima gdje je bila korištena municija s osiromašenim uranom također su izazvali zabrinutost. 
- Izlaganje osiromašenom uranu može izazvati oštećenje bubrega kod ljudi.
- Osiromašeni uran je pokazao citotoksično, genotoksično i kancerogeno djelovanje u studijama na životinjama.
- Epidemiološki dokazi pokazuju da uranij izaziva reproduktivne poremećaje kod ljudi.
- Dokazano je da kod glodavaca i žaba uranove soli rastvorljive u vodi imaju tetratogenska svojstva.
- Dokazi o zdravstvenim efektima koje ima osiromašeni uran na ljude su nepotpuni, najvećim dijelom zbog činjenice da je za svega nekoliko desetaka ljudi utvrđeno da su bili izloženi djelovanju osiromašenog urana.
- Nakon što je streljivo s osiromašenim uranom korišteno tijekom oružanog sukoba, prisustvo osiromašenog urana i uranovih spojeva u zemlji i vodi, ili na opremi i u zgradama, može ovisiti od velikog broja faktora, ali predstavlja kratkotrajnu i dugotrajnu opasnost za zdravlje lokalne populacije.